# Montego Bay

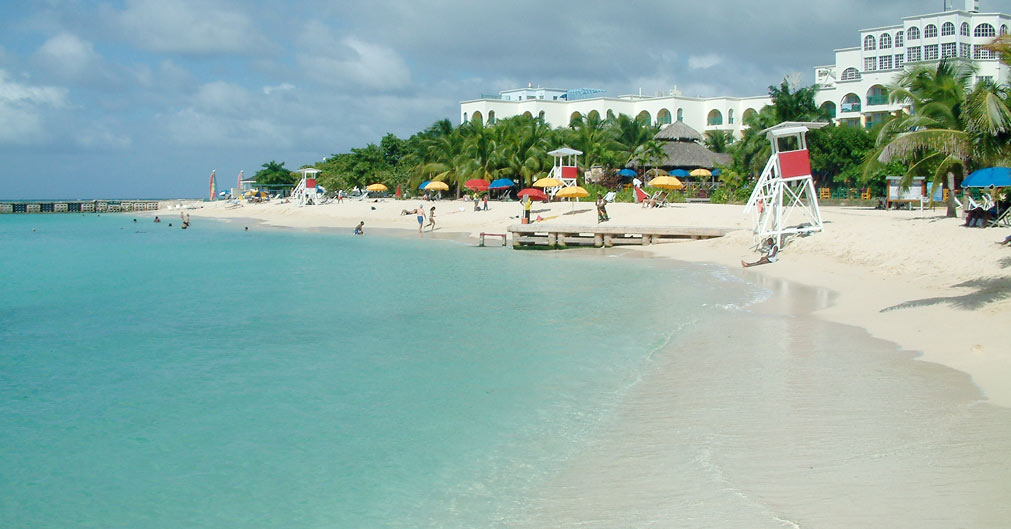
Der Doctor’s Cave Beach Club in Montego Bay

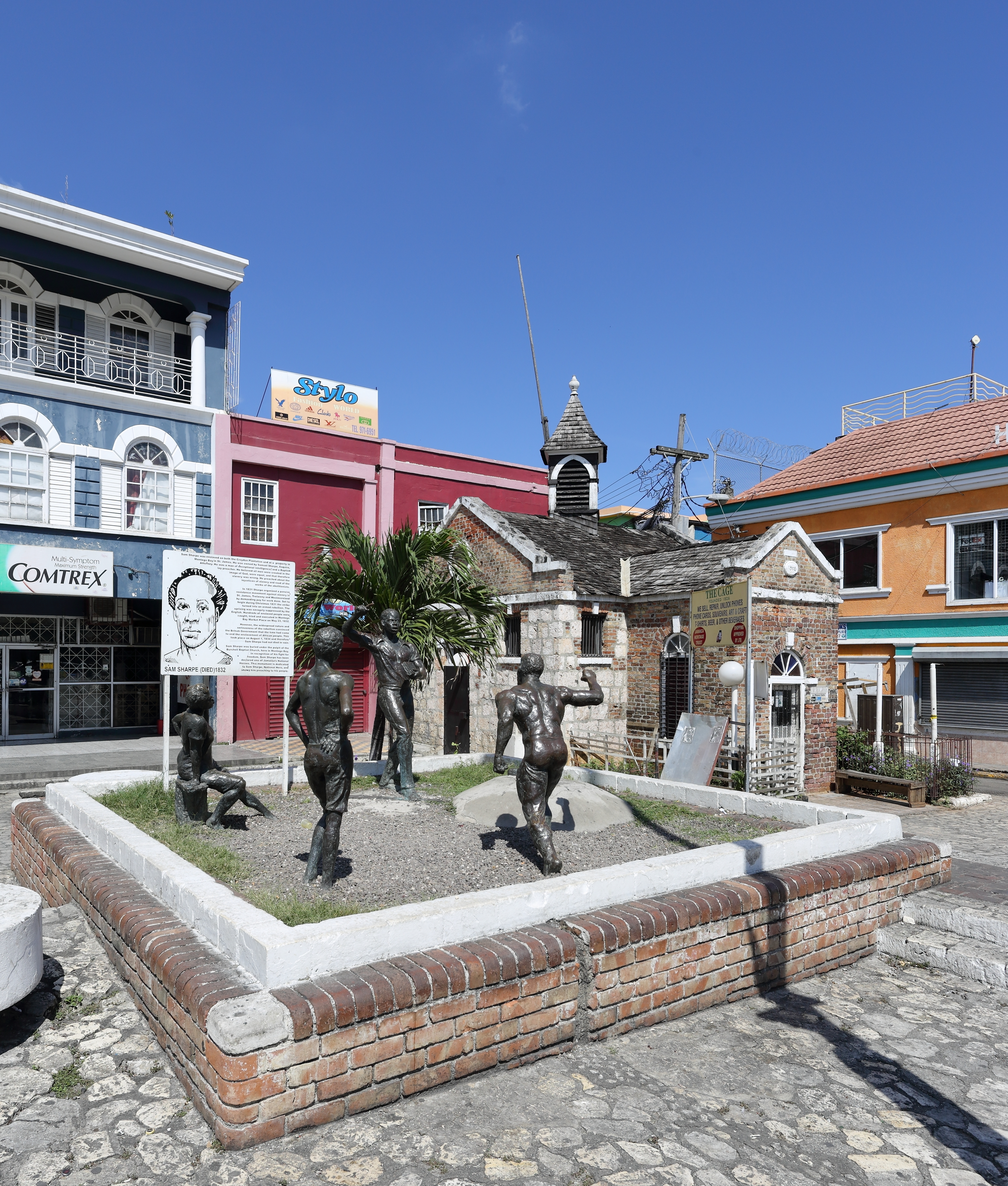
Das Sam-Sharpe-Memorial

Montego Bay ist eine Stadt im Nordwesten Jamaikas und Verwaltungssitz des Bezirks Saint James. Im Jahr 2011 hatte die Stadt 110.115 Einwohner.

## Geografie und Wirtschaft
Westlich von Montego Bay an der Küstenstraße nach Lucea fährt man durch zwei größere Ortschaften. Sandy Bay ist ein Fischerdorf neben dem Tryall Golf Club und dem Golfhotel oben auf dem Hügel, und dem großen Wasserrad direkt neben der Straße. Der zweite Ort Hopewell ist etwas größer mit mehreren Einkaufsmöglichkeiten. Am östlichen Ortsende findet man das renommierte, von der Straße aus unsichtbare Round Hill Hotel.
Der Fluss Great River bildet die Grenze der Verwaltungsbezirke Hanover und St. James. Er ist wichtig für die Wasserversorgung von Montego Bay.
An der Straßenkreuzung von Reading, 5 km vor Montego Bay, zweigt die recht gut ausgebaute Landesstraße B 6 zur Südküste ab.
Die Stadt Montego Bay (man sagt, sie wurde auf sieben Hügeln erbaut) liegt an der gleichnamigen Bucht an der Mündung des Flusses Montego. Nahe der Küste liegt die Inselgruppe der Bogue Islands. Früher befanden  sich dort Anlagen zur Austernzucht. Bis auf zwei ganz kleine Inseln wurden die anderen durch Aufschüttungen um 1975 mit dem Festland verbunden. Neben einer Industriezone findet man dort den Kreuzfahrthafen mit seinen Duty Free Geschäften. Daneben wurden mehrere Hotels und teure Apartmentanlagen hinter hohen Mauern errichtet. Auch der Montego Bay Yacht Club ist dort angesiedelt. Zur gleichen Zeit veränderte sich die ganze Küstenlinie. Die alten Kaianlagen und Lagerhäuser vor der Altstadt wurden vollständig abgerissen, an mehreren Stellen wurden große Felsbrocken so im Meer versenkt, dass eine Reihe von künstlichen Buchten entstanden.

## Geschichte
1494 landete Christoph Kolumbus in der Nähe des heutigen Ortes und hatte Kontakt zu der einheimischen Arawak-Bevölkerung, die heute als eigenständige Volksgruppe ausgestorben ist. Nach der Machtübernahme durch die Engländer 1670 und einem Vertrag von 1739, der den Cimarrónes Freiheit und Land zusicherte, blühten sowohl Zucker- als auch Sklavenhandel auf. Die Stadt wurde 1795 und 1811 von Bränden teilweise zerstört. 1831 brach kurz nach dem Wiederaufbau in der Stadt und der Umgebung der Weihnachtsaufstand aus. Schwarze Sklaven verlangten unter der Führung von Samuel Sharpe ihre Freiheit. Obwohl England dies befürwortete, weigerten sich die Sklavenbesitzer. Zunächst versuchte Sharpe seine Ziele friedlich durchzusetzen. Ein Teil seiner Mitstreiter zerstörten jedoch die Stadt. Sharpe wurde 1832 gehängt.
Montego Bay erhielt 1980 das Stadtrecht.

## Verkehr

### Flugverkehr
Bei Montego Bay befindet sich auch der größte Flughafen Jamaikas, der Sangster International Airport. Er ist mit 3,8 Millionen Passagieren (2015) größer als der Flughafen der Hauptstadt Kingston, der Flughafen Norman Manley International mit 1,4 Millionen Passagieren (2014). Im Jahr 2019 wurden sogar 4,7 Millionen Passagier gezählt. Das Jahr 2020 startete in den Monaten Januar und Februar mit einem Zuwachs von ca. 3 %, bevor durch den Ausbruch der COVID-19-Pandemie die Passagierzahlen extrem einbrachen. So gab es im März lediglich 600 Passagiere. Trotz des langsam wieder anziehenden Flugverkehrs schloss das Jahr 2020 mit 1,6 Millionen Passagieren ab.

### Straßenverkehr
In der Stadt selber wird der Verkehr durch eine Vielzahl von Einbahnstraßen gelenkt. Durch das Projekt Highway 2000 wurde die Nordküstenhauptstraße zwischen Montego Bay und Port Antonio begradigt und in Teilen vierspurig. Der Abzweig nach Kingston ist in Teilen mautpflichtig.

### Schienenverkehr
Die Bahnlinie nach Kingston wurde um 1975 eingestellt. Längere Zeit verkehrte für Touristen nur noch der Governor’s Coach bis zur Rumfabrik von Appleton. Nördlich liegt der größere der beiden internationalen Flughäfen Jamaikas.

## Tourismus
In dem Ort im Herzen der Goldküste herrscht reger Tourismus. Neben den Stränden existieren Golfplätze, Yachthäfen und vielfältige Sportmöglichkeiten. Ab den 1900er Jahren gewann der Ort Bedeutung als Winterurlaubsort für wohlhabende Amerikaner. Besonders beliebt waren die Badeorte Doctor’s Cave und White Sands.
Der Kreuzfahrthafen von Montego Bay hat sich in den vergangenen Jahren zum Startpunkt für Karibikkreuzfahrten entwickelt. Im Jahr 2017 wurde mit 224 Anläufen von Kreuzfahrtschiffen (497.554 Passagiere) der bisherige Höhepunkt verzeichnet. Die höchste Passagierzahl gab es 2018 mit 512.563. In den Jahren 2018 und 2019 sank die Zahl der Kreuzfahrtschiffe allerdings deutlich, was sich aber auch für Jamaika allgemein feststellen lässt. Bedingt durch die COVID-19-Pandemie wurden 2020 nur 45 Schiffe mit 80.714 Passagieren gezählt, 2021 waren es lediglich 5 Kreuzfahrtschiffe mit 4.846 Passagieren.
Am 18. Januar 2018 verhängten die jamaikanischen Behörden den Ausnahmezustand über Montego Bay und Saint James Parish. Grund dafür ist die enorme Kriminalität in der Gegend. Im Jahr 2017 wurden im Saint James Parish 335 Menschen ermordet, im Januar 2018 waren in den ersten 18 Tagen bereits sieben Morde zu verzeichnen.

## Städtepartnerschaften
- Atlanta (Vereinigte Staaten), seit 1972
- Lagos (Nigeria)
- Santiago de Cuba (Kuba)

## Klimatabelle
|                       | Jan  | Feb  | Mär  | Apr  | Mai  | Jun  | Jul  | Aug  | Sep  | Okt  | Nov  | Dez  |   |      |
| Mittl. Tagesmax. (°C) | 27,9 | 27,9 | 28,7 | 29,4 | 30,3 | 31,1 | 31,3 | 31,4 | 31,1 | 30,4 | 29,4 | 28,4 | ⌀ | 29,8 |
| Mittl. Tagesmin. (°C) | 22,3 | 22,1 | 22,6 | 23,2 | 24,0 | 24,5 | 24,8 | 24,8 | 24,6 | 24,4 | 24,1 | 22,9 | ⌀ | 23,7 |
|                       |      |      |      |      |      |      |      |      |      |      |      |      |   |      |
| Niederschlag (mm)     | 89   | 64   | 35   | 57   | 104  | 120  | 65   | 96   | 129  | 164  | 115  | 102  | Σ | 1140 |
|                       |      |      |      |      |      |      |      |      |      |      |      |      |   |      |
| Sonnenstunden (h/d)   | 7,4  | 7,7  | 8,1  | 8,4  | 8,1  | 7,9  | 8,2  | 7,7  | 7,0  | 7,0  | 7,1  | 7,0  | ⌀ | 7,6  |
|                       |      |      |      |      |      |      |      |      |      |      |      |      |   |      |
| Regentage (d)         | 11   | 9    | 7    | 7    | 12   | 11   | 8    | 10   | 14   | 14   | 13   | 11   | Σ | 127  |
|                       |      |      |      |      |      |      |      |      |      |      |      |      |   |      |
| Wassertemperatur (°C) | 26   | 26   | 26   | 27   | 27   | 28   | 28   | 29   | 28   | 28   | 27   | 27   | ⌀ | 27,3 |
|                       |      |      |      |      |      |      |      |      |      |      |      |      |   |      |
| Luftfeuchtigkeit (%)  | 77   | 76   | 75   | 74   | 76   | 78   | 76   | 77   | 78   | 79   | 79   | 78   | ⌀ | 76,9 |

| 22,3 |

| 22,1 |

| 22,6 |

| 23,2 |

| 24,0 |

| 24,5 |

| 24,8 |

| 24,8 |

| 24,6 |

| 24,4 |

| 24,1 |

| 22,9 |

| 22,3 |

| 22,1 |

| 22,6 |

| 23,2 |

| 24,0 |

| 24,5 |

| 24,8 |

| 24,8 |

| 24,6 |

| 24,4 |

| 24,1 |

| 22,9 |

## Söhne und Töchter der Stadt
- Samuel Sharpe (1801–1832), einer der sieben Nationalhelden Jamaikas
- Kenneth Baugh (1941–2019), Politiker (JLP)
- Montego Joe (1943–2010), Jazzmusiker
- Beryl Cunningham (1946–2020), Schauspielerin und Sängerin
- King Jammy (* 1947), Musikproduzent
- Ruby Turner (* 1958), R&B-Sängerin, Songwriterin und Schauspielerin
- Rose Hudson-Wilkin (* 1961), Bischöfin der Church of England
- Clement Virgo (* 1966), kanadischer Filmregisseur und Filmproduzent
- Ian Goodison (* 1972), Fußballspieler
- O’Neil Bell (1974–2015), Boxer und Weltmeister der WBC, WBA und IBF im Cruisergewicht
- Milton Griffiths (* 1975), Fußballspieler
- Queen Ifrica (* 1975), Reggae-Sängerin
- Jeff Cunningham (* 1976), US-amerikanischer Fußballspieler
- Donovan Ricketts (* 1977), Fußballspieler
- Jah9 (* 1983), Reggae-Sängerin
- Dane Richards (* 1983), Fußballspieler
- Nicholas Walters (* 1986), Profiboxer und Superweltmeister der WBA im Federgewicht
- Christine Roper (* 1990), kanadische Ruderin
- Remona Burchell (* 1991), Sprinterin
- Musashi Suzuki (* 1994), japanischer Fußballspieler
- Rojé Stona (* 1999), Leichtathlet
- Kemba Nelson (* 2000), Sprinterin